# Overmountain Men

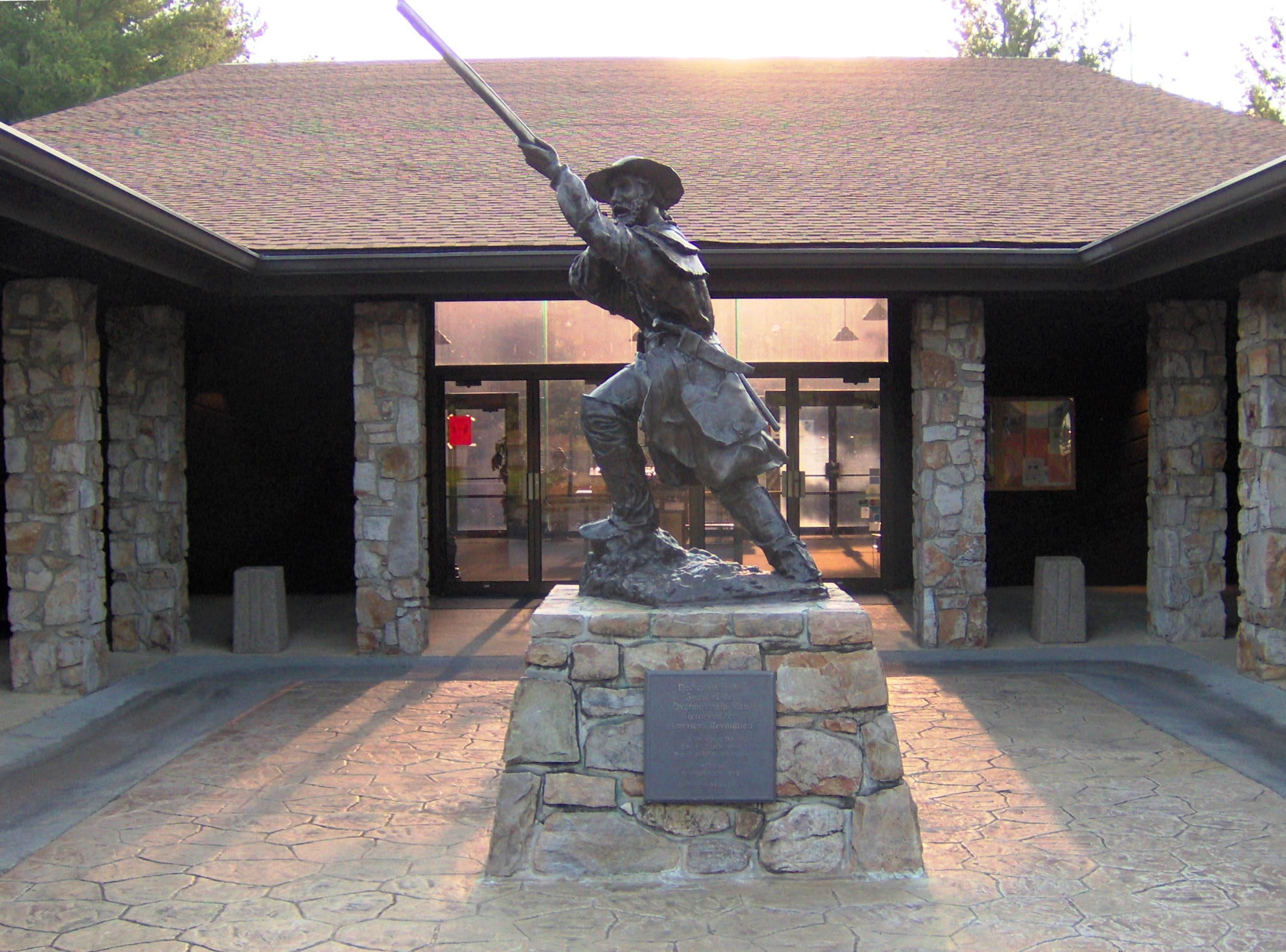
Overmountain Man-Statue im Sycamore Shoals State Historic Park

Die Overmountain Men (auf Deutsch etwa: „Männer von jenseits der Berge“) waren Angehörige der amerikanischen Milizen während des Amerikanischen Unabhängigkeitskrieges. Sie waren überwiegend Kolonisten aus Gebieten im Westen der Appalachen, die heute zu West Virginia, Tennessee, North Carolina und Virginia gehören. Sie spielten eine wichtige Rolle unter anderem in der Schlacht von Kings Mountain und der Schlacht von Cowpens.
Der Name „Overmountain Men“ bezeichnete amerikanische Siedler überwiegend schottisch-irischer Abstammung, die westlich der Gipfel der Appalachen siedelten, eine Region, die auch als „Over the Appalachians“ („über den Bergen der Appalachen“) bezeichnet wurde.
Die Overmountain Men bildeten 1772, vier Jahre vor der Amerikanischen Unabhängigkeitserklärung eine teilweise autonome Regierung, die als Watauga Association bezeichnet wurde.

## Beteiligung an der Schlacht von Kings Mountain

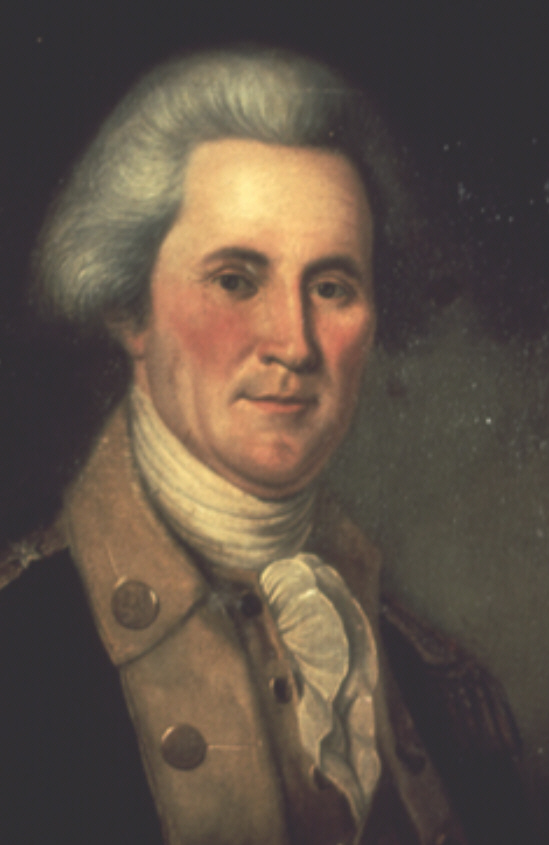
John Sevier

Nach der Niederlage der Armee Horatio Gates in der Schlacht von Camden war der britische General Cornwallis überzeugt, dass die Provinzen Georgia und South Carolina unter britischer Kontrolle waren; er schmiedete Pläne, in die Provinz North Carolina einzumarschieren, während in South Carolina aber noch ein heftiger Bürgerkrieg zwischen den Kolonisten tobte.
Die Whigs, angeführt von einer Gruppe selbsternannter „Offiziere der Rebellion“ namens Isaac Shelby, Elijah Clarke und Charles McDowell überfielen die Außenposten der Loyalisten. Um seine westliche Flanke zu schützen, gab Cornwallis daher Major Patrick Ferguson aus dem 71. Regiment, den sogenannten Frasers Highlanders, das Kommando über die loyalistischen Milizen.
Cornwallis marschierte am 9. September 1780 in North Carolina ein und erreichte Charlotte am 26. September. Ferguson folgte ihm und errichtete bei Gilbertown sein Lager. Er schickte den Revolutionstruppen eine Aufforderung, ihre Waffen niederzulegen, oder er würde das Land in Schutt und Asche legen („Lay waste to their country with fire and sword.“). Diese Herausforderung brachte die Grenzbewohner der Appalachen auf und sie entschieden sich, die Schlacht zu suchen, anstatt darauf zu warten, dass Ferguson zu ihnen käme.
Die Männer trafen sich an vielen verschiedenen Orten, unter anderem in Fort Watauga, im heutigen Elizabethton, Carter County, und überquerten die Appalachen unweit des heutigen Roan Mountain in Tennessee. Nach dem Marsch über die Berge trafen sie in der Schlacht von Kings Mountain auf die königstreuen Truppen, dabei stellten die Overmountain Men etwa die Hälfte der kolonialen Truppen. Insgesamt standen sich auf beiden Seiten je etwa 1000 Mann gegenüber, die Briten hatten allerdings die strategisch günstigere Position auf dem Hügel. Durch den Einsatz von Guerillataktiken gegen die synchronisierte britische Aufstellung und zielgenauere, wenngleich langsamer zu ladende Gewehre anstelle der britischen Musketen konnten die kontinentalen Truppen einen deutlichen Sieg erringen. 180 Briten fielen in der Schlacht, während im Verhältnis dazu nur 28 Overmountain Men ihr Leben verloren. Die übrigen britischen Truppen ergaben sich, der Kommandeur wurde während eines Fluchtversuches getötet. Colonel John Sevier, der spätere Gouverneur des autonomen Staates Franklin und von Tennessee, kommandierte eine Gruppe der Overmountain Men aus Washington County (Tennessee) bei Kings Mountain.

## Nachwirkung und Gedenken
Nach der Schlacht unternahm Joseph Greer aus dem Watauga Settlement die 950 Kilometer monatelange Reise, um den Kontinentalkongress von der britischen Niederlage zu unterrichten. Er erreichte Philadelphia am 7. November 1780, sein Bericht „ermutigte den niedergeschlagenen Kongress“.
Die Overmountain Men sind Gegenstand sowohl des Theaterstückes The Wataugans oder Liberty: The Saga of Sycamore Shoals, als auch des Buches The Overmountain Men von Pat Alderman. An die Overmountain Men und ihren Marsch über die Berge erinnert neben dem Kings Mountain National Military Park auf dem Schlachtfeld selbst auch der in den Appalachen angelegte Overmountain Victory National Historic Trail, der der Route folgt, den die Overmountain Men bei ihrem Marsch genommen haben.